# Hubice
Hubice est un village de Slovaquie situé dans la région de Trnava.

## Histoire
Première mention écrite du village en 1293.

## Démographie

### Évolution de la population
| Année:               | 1994. | 2004.   | 2014.    | 2024.    |
| -------------------- | ----- | ------- | -------- | -------- |
| Nombre de personnes: | 504   | 510     | 576      | 656      |
| Différence:          |       | +1,19 % | +12,94 % | +13,88 % |

| Année:               | 2023. | 2024.   |
| -------------------- | ----- | ------- |
| Nombre de personnes: | 649   | 656     |
| Différence:          |       | +1,07 % |